# Rafie
Rafie (Raphia) je rod palem, zahrnující 20 druhů. Je rozšířen zejména v rovníkové Africe, v menší míře a zřejmě druhotně i v tropické Americe a na Madagaskaru. Jsou to mohutné palmy s velkými zpeřenými listy. Kmen je přímý nebo krátký a podzemní, u některých druhů ostnitý. Květy jsou jednopohlavné, s trojčetným kalichem a korunou. Plody jsou poměrně velké, eliptické, s povrchem pokrytým šupinami a bez tvrdé pecky.
Rafie mají značný význam zejména pro místní obyvatelstvo. Jejich využití je poměrně mnohostranné. Jsou zdrojem vláken, slouží jako stavební materiál a ke krytí střech a podobně. Nejvýznamnějším druhem je Raphia farinifera. Druh Raphia regalis je znám nejdelšími listy v rostlinné říši, které dosahují délky až 25 metrů.

## Popis
Rafie jsou masivní, jednodomé, otrněné palmy s přímým nebo zkráceným a podzemním kmenem. Kmeny jsou solitérní nebo svazčité, alespoň částečně pokryté vytrvalými odumřelými listy a obsahují měkkou dřeň. U některých druhů jsou na uzlinách kmene ostny kořenového původu. U bahenních druhů bývají vyvinuty dýchací kořeny (pneumatofory). Listy jsou mohutné, zpeřené. Postranní lístky jsou četné, úzké, jednoduše přeložené, na vřeteni listu pravidelně nahloučené do skupin. Často jsou na rubu bělavé a na okraji s krátkými ostny.
Rafie vykvétají po dosažení zralosti a po dozrání plodů odumírají podobně jako talipot. Květenství jsou oboupohlavná, krátce stopkatá, větvená do 2. řádu a vyrůstající současně z úžlabí několika vnějších listů. Jsou buď ukrytá mezi listy nebo vyčnívající nad korunu a skládající rozměrné složené květenství. Květy jsou jednopohlavné. Kalich je trubkovitý, zakončený 3 laloky. Koruna je přinejmenším na bázi trubkovitá, trojčetná.
Samčí květy obsahují 6 až 30 tyčinek s úzce vřetenovitými nitkami přirostlými k bázi koruny a někdy srostlými do dužnaté trubičky. V samičích květech je gyneceum složené ze 3 plodolistů s nekompletně oddělenými komůrkami. Čnělka je krátká, zakončená trojlaločnou bliznou.
Plody jsou zpravidla velké, eliptické, jednosemenné, na povrchu pokryté střechovitými šupinami. Mezokarp je tlustý, moučnatý a olejnatý, endokarp není diferencován.

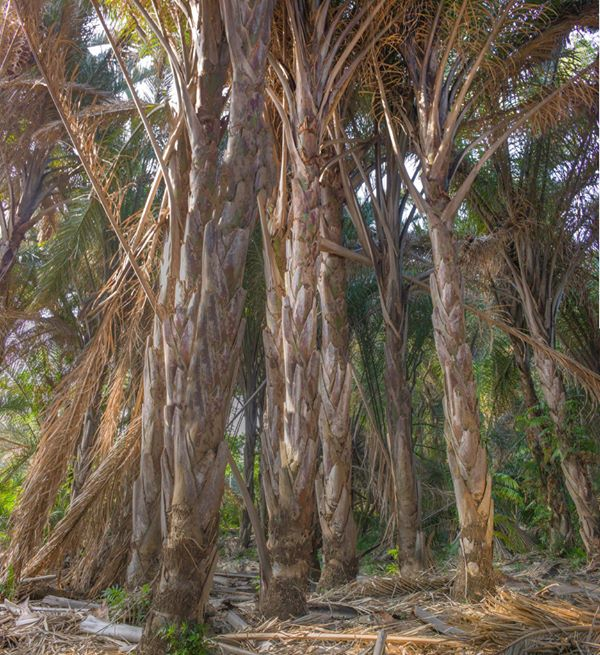
Kmeny Raphia australis
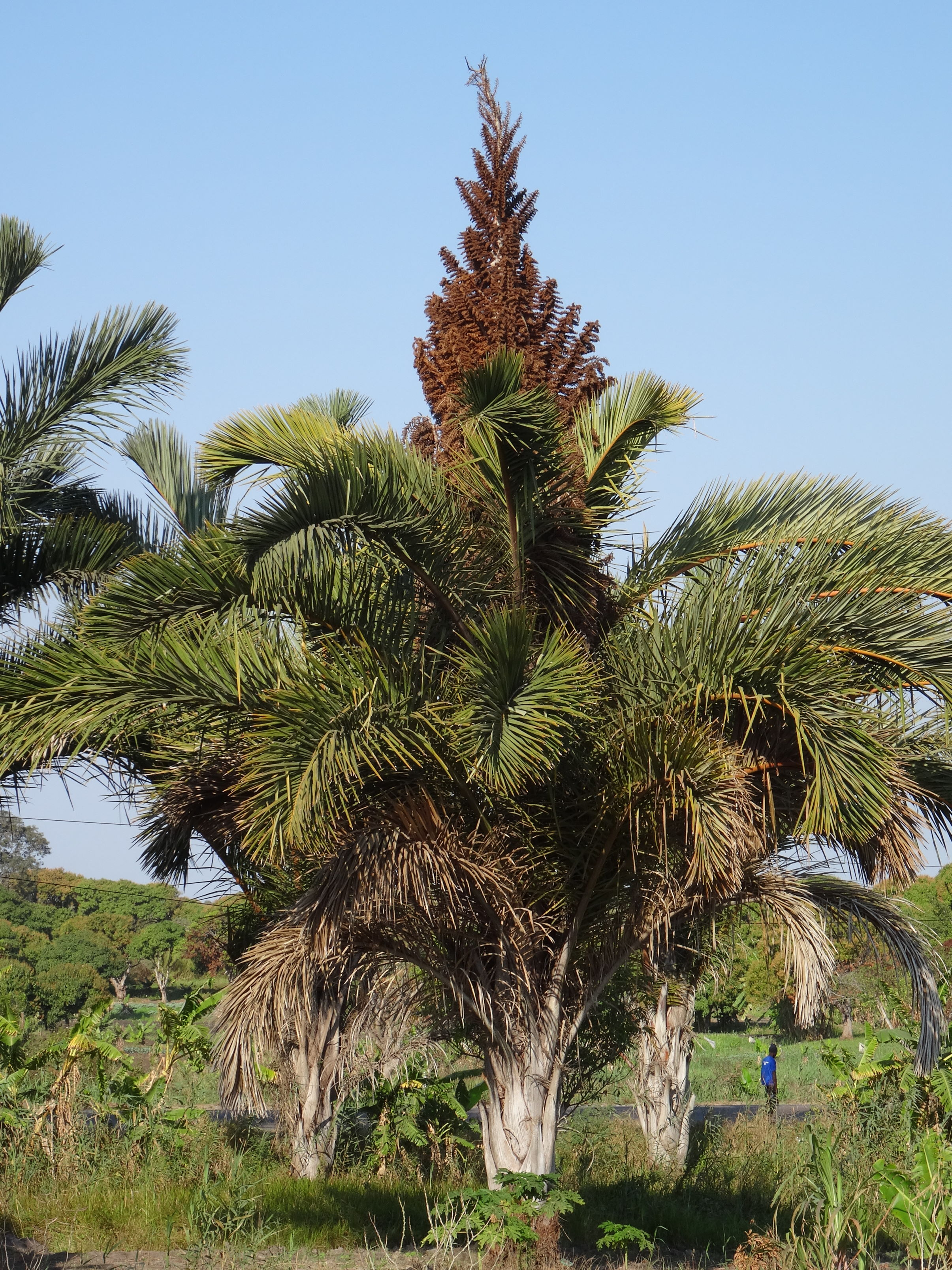
Kvetoucí Raphia australis
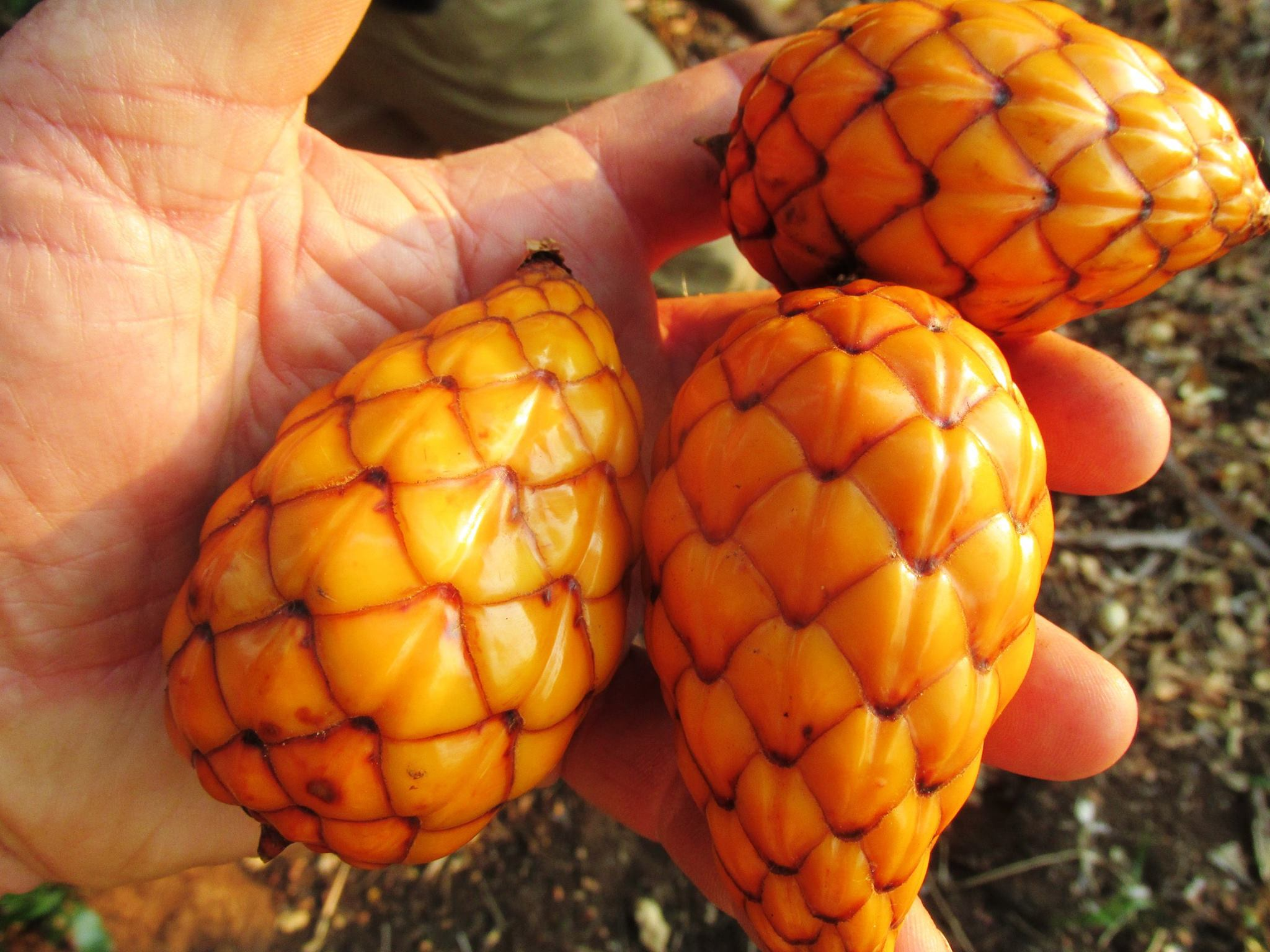
Plody Raphia farinifera

## Rozšíření
Rod rafie zahrnuje 20 druhů. Převážná většina druhů se vyskytuje v subsaharské Africe, a to zejména ve vlhkých oblastech okolo rovníku. Druh Raphia taedigera se vyskytuje v tropické Africe v oblasti Guinejského zálivu a jako jediný druh rodu i v tropické Americe (od Nikaraguy po severní Brazílii). Na to, zda se v Americe jedná o původní výskyt, není jednoznačný názor. Raphia farinifera roste ve východní tropické Africe a rovněž na Madagaskaru, kam byla zřejmě zavlečena.
Většina druhů roste na bahnitých, podmáčených půdách. Druh Raphia regalis roste na horských svazích jako součást tropického deštného lesa.

## Taxonomie
Rod Raphia je v rámci taxonomie palem řazen do podčeledi Calamoideae, tribu Lepidocaryeae a samostatného subtribu Raphiinae. Sesterskou větví je subtribus Mauritiinae, zahrnující rody Mauritia, Mauritiella a Lepidocaryum.

## Zajímavosti
Raphia regalis má nejdelší listy v rostlinné říši. Jejich délka dosahuje i s řapíkem až 25 metrů.

## Význam
Rafie mají velký ekonomický význam zejména pro místní obyvatelstvo. V některých afrických zemích jsou pěstovány na plantážích.
Z mladých listů a listových pochev se získávají vlákna s poměrně širokým využitím. Používají se ve tkalcovství, košařství a k výrobě provazů. Z Afriky je tento materiál i vyvážen. V Evropě je tzv. rafiové lýko oblíbené zejména k vyvazování roubů při roubování. Řapíky četných druhů slouží jako náhrada bambusu při stavbě domů a v truhlářství, listy jsou využívány jako střešní krytina.
Z nařízlého růstového vrcholu se získává sladká šťáva, která je zkvašována na palmové víno. Z plodů některých druhů se získává palmový olej. Semena některých druhů a růstové vrcholy (palmové zelí) slouží jako potrava. Plody jsou někdy používány jako jed k lovu ryb (barbasko).
Raphia farinifera je v tropech celkem zřídka pěstována jako okrasná palma. Je to robustní druh s dlouhými listy. Z povrchu jeho listů se získává vosk k výrobě kožních krémů, leštících vosků a svíček.

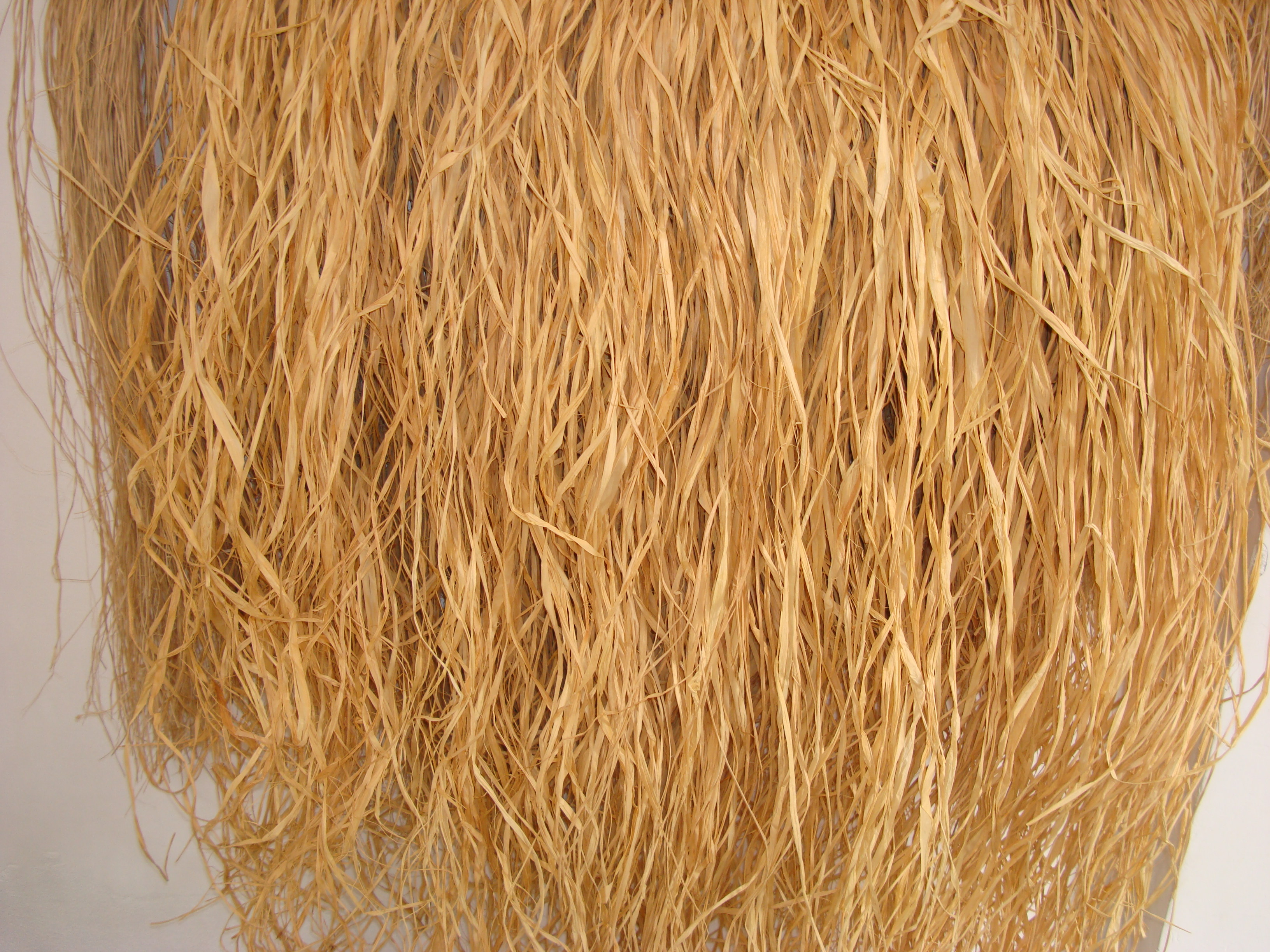
Vlákna z druhu Raphia vinifera
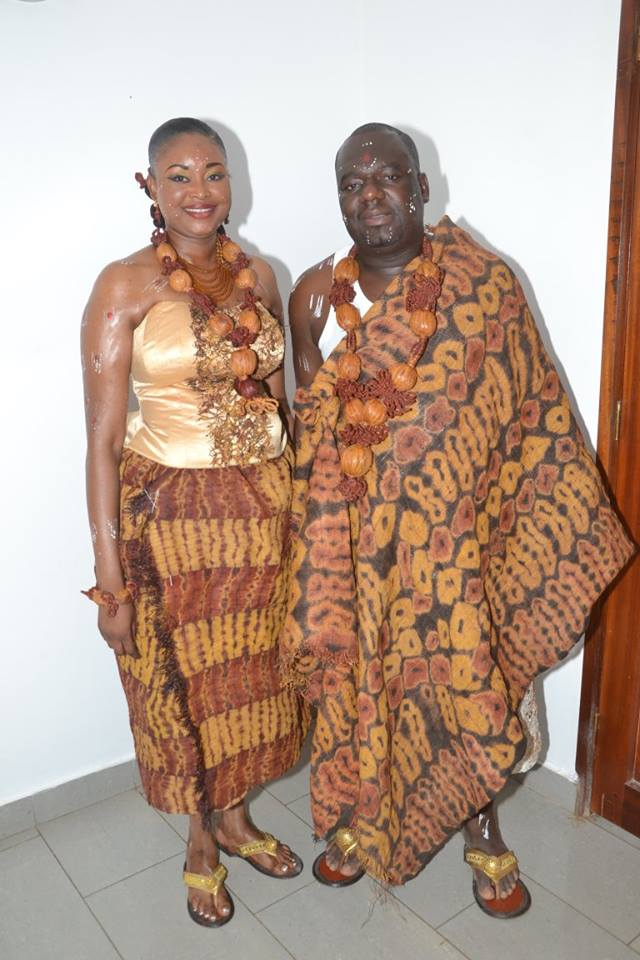
Oděvy utkané z vláken rafie
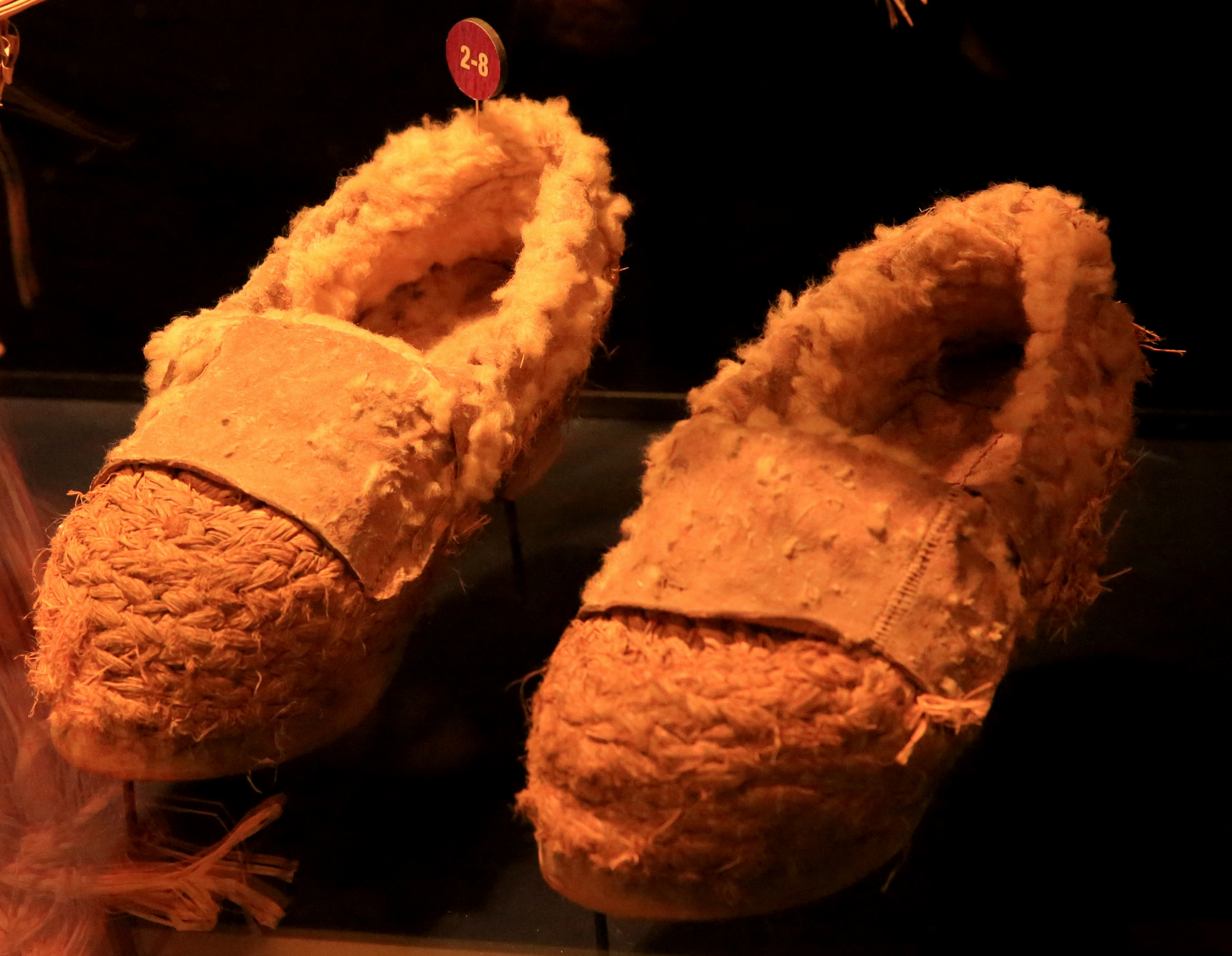
Boty vyrobené vláken z rafie